# Castellanoa
Castellanoa é um género botânico pertencente à família amaryllidaceae.

## Espécies
- Castellanoa marginata
- Castellanoa yaviensis

1. ↑  «Castellanoa — World Flora Online». www.worldfloraonline.org. Consultado em 19 de agosto de 2020